# Psephotellus varius
Il pappagallo della mulga (Psephotellus varius (A.H.Clark, 1910)) è un uccello della famiglia degli Psittaculidi.